# Émeutes de Douchanbé
Les émeutes de Douchanbé sont des troubles antigouvernementaux survenus à Douchanbé, la capitale du Tadjikistan entre du 12 et le 14 février 1990.

## Déroulement

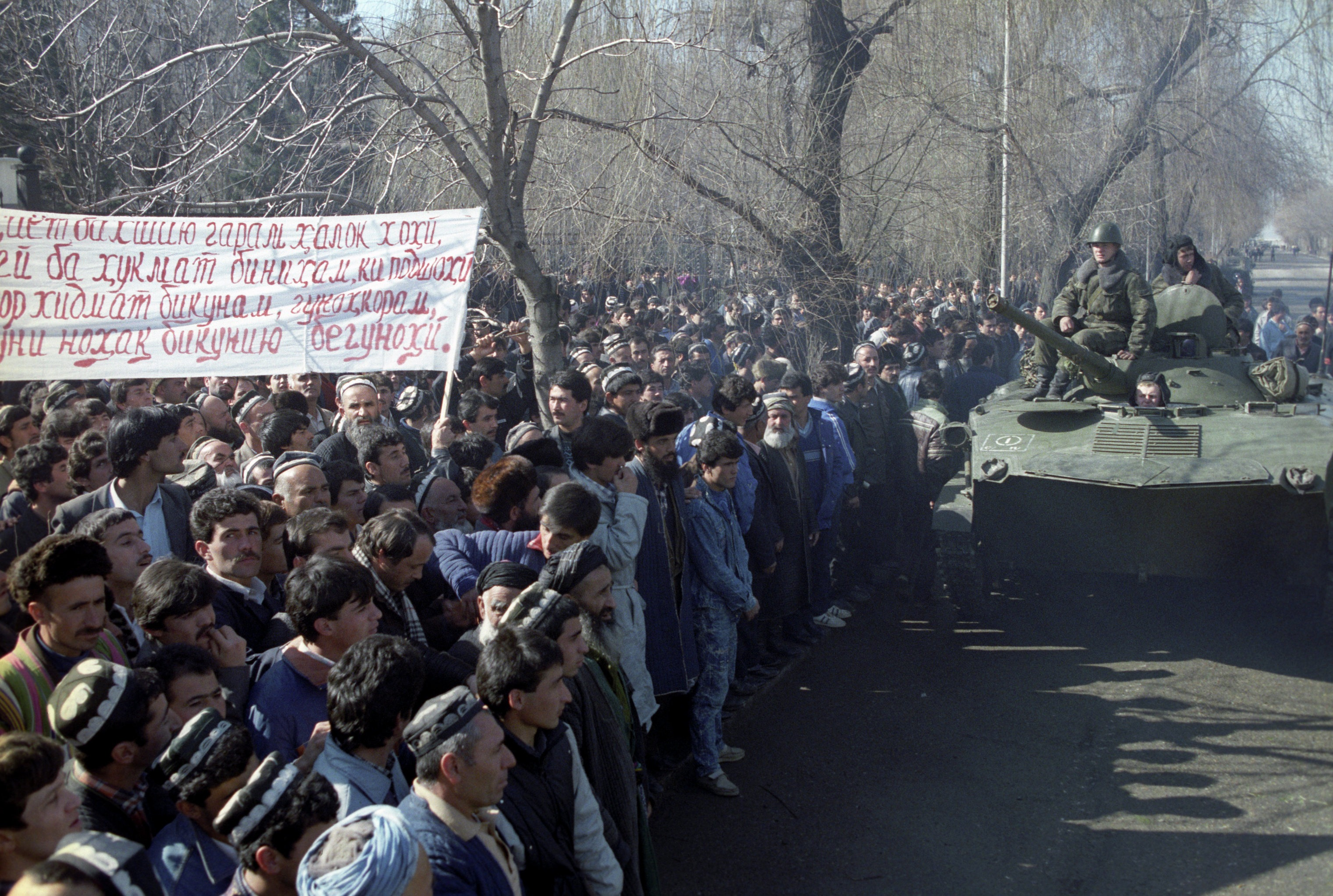
Émeutes de Douchanbé, février 1990, alors que la loi martiale est imposée dans la ville.

En 1988, à la suite du pogrom de Soumgaït et des émeutes anti-arméniennes en Azerbaïdjan, 39 réfugiés arméniens ont été temporairement réinstallés de l'Azerbaïdjan à Douchanbé. En 1990, l'afflux d'arménien est devenu un sujet de rumeur qui a déclenché des émeutes à Douchanbé. La rumeur a surestimé le nombre de réfugiés à entre 2 500 et 5 000 Arméniens. Selon la rumeur, les Arméniens auraient été réinstallés dans de nouveaux logements à Douchanbé, alors que le pays connaissait une grave pénurie de logements à ce moment-là. En dépit du fait que les réfugiés arméniens n'étaient pas réinstallés dans des logements publics, mais chez leurs parents, et qu'ils avaient déjà quitté le Tadjikistan pour l'Arménie en 1990, la dénonciation officielle des rumeurs n'a pas été en mesure d'arrêter les manifestations. Les assurances du premier secrétaire du Parti communiste Qahhor Mahkamov selon lesquelles aucune réinstallation des arméniens n'avait lieu ont été rejetées par les manifestants.
Bientôt, les manifestations parrainées par le mouvement nationaliste Rastokhez (en) sont devenues violentes. Des réformes économiques et politiques radicales ont été exigées par les manifestants. Les bâtiments du gouvernement, les magasins et autres entreprises ont été attaqués et pillés. Les Arméniens, les Russes et d'autres minorités ethniques ont été visés. Des abus de femmes tadjikes portant des vêtements européens en public ont également eu lieu. Les émeutes ont été réprimées par les troupes soviétiques appelées à Douchanbé par Mahkamov. Cependant, le recours excessif de Mahkamov à la force militaire a été critiqué par Buri Karimov, vice-président du Conseil des ministres, qui a appelé à la démission de la direction du Parti communiste tadjik. Le 14 février 1990, Mahkamov et le Premier ministre du Tadjikistan Izatullo Khayoyev (en) ont présenté leur démission, mais elles n'ont pas été acceptées par le Comité central du Parti communiste tadjik.
Pendant les émeutes de Douchanbé, 26 personnes ont été tuées et 565 ont été blessées. Parmi les jeunes militants tadjiks condamnés pour participation aux émeutes, il y avait un futur ministre de l'intérieur du Tadjikistan Yaqub Salimov (en). Des incidents anti-arméniens à plus petite échelle ont également été enregistrés dans une autre République soviétique d'Asie centrale, le Turkménistan.